# Ајота (Луизијана)
Ајота (енгл. Iota) град је у америчкој савезној држави Луизијана.

## Демографија
По попису из 2010. године број становника је 1.500, што је 124 (9,0%) становника више него 2000. године.
| Група             | 2000.         | 2010.         |
| Белци             | 1.192 (86,6%) | 1.367 (91,1%) |
| Афроамериканци    | 155 (11,3%)   | 96 (6,4%)     |
| Азијати           | 2 (0,1%)      | 0 (0,0%)      |
| Хиспаноамериканци | 18 (1,3%)     | 12 (0,8%)     |
| Укупно            | 1.376         | 1.500         |